# イフレイタ駅
イフレイタ駅（英語: Ephrata station）はアメリカ合衆国ワシントン州イフレイタ オルダー・ストリート・ノースウェスト90にある駅。 全米各地を結ぶ旅客鉄道のアムトラックが乗り入れている。

## 概要
アムトラックの乗客は、隣接する商工会議所が開いているときにはそこで列車を待つことができる。

## 利用可能な鉄道路線／列車
アムトラックの停車する列車は下記の通り。
シカゴとシアトル / ポートランド間の夜行長距離列車エンパイア・ビルダー … 1往復/日 発着
※当駅にはシカゴ - シアトル間の編成が停車。ワシントン州のスポケーン駅にて連結および切り離しを行う。